# Kirschhofen
Kirschhofen ist ein Stadtteil von Weilburg im mittelhessischen Landkreis Limburg-Weilburg.

## Geographische Lage
Das Dorf liegt im Weilburger Lahntalgebiet, am Rande des östlichen Hintertaunus, 2 km südwestlich der Weilburger Kernstadt an einem Lahnbogen. Auf der gegenüberliegenden Flussseite liegt der Stadtteil Odersbach. Beide Orte sind durch eine Fußgängerbrücke miteinander verbunden. Östlich am Ort vorbei führt die Landesstraße 3323. An der Ortsgrenze zu Gräveneck befindet sich in der Lahn ein Doppelwehr, eine funktionsfähige Schleuse und ein Kraftwerk.

## Geschichte

### Ortsgeschichte
Im Jahr 1363 wurde die Ortschaft zum ersten Mal mit dem Ortsnamen Kyrchschyrben urkundlich erwähnt. Im 18. Jahrhundert gab es im Ort ein Kupferbergwerk. 
Hessische Gebietsreform (1970–1977)
Zum 31. Dezember 1970 fusionierten im Zuge der Gebietsreform in Hessen die bis dahin selbstständigen Gemeinden Ahausen, Bermbach, Drommershausen, Gaudernbach, Hasselbach, Hirschhausen, Kirschhofen, Odersbach und Waldhausen und die Stadt Weilburg auf freiwilliger Basis zur erweiterten Stadt Weilburg. Dadurch wurde Kirschhofen ein Stadtteil von Weilburg.
Für die ehemals eigenständigen Gemeinden sowie für die Kernstadt wurde je ein Ortsbezirk mit Ortsbeirat und Ortsvorsteher nach der Hessischen Gemeindeordnung gebildet.

### Verwaltungsgeschichte im Überblick
Die folgende Liste zeigt die Staaten bzw. Herrschaftsgebiete und deren untergeordnete Verwaltungseinheiten, in denen Kirschhofen lag:
- bis 1806: Heiliges Römisches Reich, Fürstentum Nassau-Weilburg, Amt Weilburg
- ab 1806: Herzogtum Nassau, Amt Weilburg
- ab 1816: Herzogtum Nassau, Amt Weilburg
- ab 1849: Herzogtum Nassau, Kreisamt Hadamar
- ab 1854: Herzogtum Nassau, Amt Weilburg
- ab 1867: Norddeutscher BundNorddeutscher Bund[Anm. 1], Königreich Preußen, Provinz Hessen-Nassau, Regierungsbezirk Wiesbaden, Oberlahnkreis
- ab 1871: Deutsches Reich, Königreich Preußen, Provinz Hessen-Nassau, Regierungsbezirk Wiesbaden, Oberlahnkreis
- ab 1918: Deutsches Reich, Freistaat Preußen, Provinz Hessen-Nassau, Regierungsbezirk Wiesbaden, Oberlahnkreis
- ab 1944: Deutsches Reich, Freistaat Preußen, Provinz Nassau, Oberlahnkreis
- ab 1945: Amerikanische Besatzungszone, Groß-Hessen, Regierungsbezirk Wiesbaden, Oberlahnkreis
- ab 1946: Amerikanische Besatzungszone, Land Hessen, Regierungsbezirk Wiesbaden, Oberlahnkreis
- ab 1949: Bundesrepublik Deutschland, Land Hessen, Regierungsbezirk Wiesbaden, Oberlahnkreis
- ab 1968: Bundesrepublik Deutschland, Land Hessen, Regierungsbezirk Darmstadt, Oberlahnkreis
- ab 1971: Bundesrepublik Deutschland, Land Hessen, Regierungsbezirk Darmstadt, Oberlahnkreis, Stadt Weilburg[Anm. 2]
- ab 1974: Bundesrepublik Deutschland, Land Hessen, Regierungsbezirk Darmstadt, Landkreis Limburg-Weilburg, Stadt Weilburg
- ab 1981: Bundesrepublik Deutschland, Land Hessen, Regierungsbezirk Gießen, Landkreis Limburg-Weilburg, Stadt Weilburg

### Bevölkerung
Einwohnerentwicklung
| Kirschhofen: Einwohnerzahlen von 1834 bis 2020 | Kirschhofen: Einwohnerzahlen von 1834 bis 2020 | Kirschhofen: Einwohnerzahlen von 1834 bis 2020 | Kirschhofen: Einwohnerzahlen von 1834 bis 2020 | Kirschhofen: Einwohnerzahlen von 1834 bis 2020 |
| --- | ---------------------------------------------- | ---------------------------------------------- | ---------------------------------------------- | ---------------------------------------------- |
| Jahr |                                                |                                                |                                                | Einwohner                                      |
| 1834 | 1834                                           |                                                | 331                                            | 331                                            |
| 1840 | 1840                                           |                                                | 352                                            | 352                                            |
| 1846 | 1846                                           |                                                | 386                                            | 386                                            |
| 1852 | 1852                                           |                                                | 402                                            | 402                                            |
| 1858 | 1858                                           |                                                | 430                                            | 430                                            |
| 1864 | 1864                                           |                                                | 469                                            | 469                                            |
| 1871 | 1871                                           |                                                | 481                                            | 481                                            |
| 1875 | 1875                                           |                                                | 468                                            | 468                                            |
| 1885 | 1885                                           |                                                | 478                                            | 478                                            |
| 1895 | 1895                                           |                                                | 431                                            | 431                                            |
| 1905 | 1905                                           |                                                | 446                                            | 446                                            |
| 1910 | 1910                                           |                                                | 460                                            | 460                                            |
| 1925 | 1925                                           |                                                | 502                                            | 502                                            |
| 1939 | 1939                                           |                                                | 514                                            | 514                                            |
| 1946 | 1946                                           |                                                | 715                                            | 715                                            |
| 1950 | 1950                                           |                                                | 732                                            | 732                                            |
| 1956 | 1956                                           |                                                | 714                                            | 714                                            |
| 1961 | 1961                                           |                                                | 704                                            | 704                                            |
| 1967 | 1967                                           |                                                | 771                                            | 771                                            |
| 1970 | 1970                                           |                                                | 809                                            | 809                                            |
| 1980 | 1980                                           |                                                | ?                                              | ?                                              |
| 1990 | 1990                                           |                                                | ?                                              | ?                                              |
| 2000 | 2000                                           |                                                | ?                                              | ?                                              |
| 2011 | 2011                                           |                                                | 729                                            | 729                                            |
| 2016 | 2016                                           |                                                | 712                                            | 712                                            |
| 2020 | 2020                                           |                                                | 665                                            | 665                                            |
| Datenquelle: Historisches Gemeindeverzeichnis für Hessen: Die Bevölkerung der Gemeinden 1834 bis 1967. Wiesbaden: Hessisches Statistisches Landesamt, 1968. Weitere Quellen: LAGIS; Stadt Weilburg; Zensus 2011 |                                                |                                                |                                                |                                                |

Einwohnerstruktur 2011
Nach den Erhebungen des Zensus 2011 lebten am Stichtag dem 9. Mai 2011 in Kirschhofen 729 Einwohner. Darunter waren 12 (1,6 %) Ausländer.
Nach dem Lebensalter waren 120 Einwohner unter 18 Jahren, 270 zwischen 18 und 49, 180 zwischen 50 und 64 und 159 Einwohner waren älter.
Die Einwohner lebten in 312 Haushalten. Davon waren 87 Singlehaushalte, 90 Paare ohne Kinder und 96 Paare mit Kindern, sowie 36 Alleinerziehende und 6 Wohngemeinschaften. In 72 Haushalten lebten ausschließlich Senioren und in 198 Haushaltungen lebten keine Senioren.
Religionszugehörigkeit
| • 1885: | 436 evangelische (= 91,21 %), 42 katholische (= 8,79 %) Einwohner           |
| • 1961: | 574 evangelische (= 81,53 %), 125 römisch-katholische (= 17,76 %) Einwohner |

## Politik
Ortsvorsteher ist nach der Kommunalwahl in Hessen 2021 Heiko Rabs.

## Kultur und Sehenswürdigkeiten

### Vereine
Das Vereinsleben wird hauptsächlich von dem Dorfverein Kirschhofen, der Ev. Frauenhilfe, dem Formel-1-Club Kirschhofen, der Freiwilligen Feuerwehr Kirschhofen, dem Heimat- und Wanderverein, dem TuS Kirschhofen und dem VdK-Ortsverein Kirschhofen geprägt. Einmal monatlich findet der vom Heimat- und Wanderverein veranstaltete Bürgertreffpunkt "Café Kirschhofen" statt.

## Infrastruktur
Durch eine Brücke für Fußgänger über die Lahn ist Kirschhofen mit dem Stadtteil Odersbach seit den 1970er Jahren verbunden.
Seit dem Jahr 1925 sorgt die Freiwillige Feuerwehr Kirschhofen (ab 14. April 1974 mit Jugendfeuerwehr) für den abwehrenden Brandschutz und die allgemeine Hilfe in diesem Ort. Es wird die städtische Kindertagesstätte „Kuckucksnest“ betrieben. Kirschhofen verfügt über ein Bürgerhaus mit Kegelbahn und Kegelstübchen in der Roßsteinstraße, einen Sportplatz mit Sportlerheim, einen Kinderspielplatz, ausgeschilderte Wander- und Radwege sowie im Ort und der Altgemarkung Kirschhofen über drei Schutzhütten und zirka 40 Ruhebänke. Das Bürgerhaus wird vom Dorfverein verwaltet, Wanderwege, Schutzhütten und Ruhebänke werden vom Heimat- und Wanderverein gepflegt.